# Szent Márton híd (Toledo)
A toledói Szent Márton hidat (Puente de San Martín) a 13. század végén kezdték építeni terméskőből, később szinte teljesen felújították. A híd a Tajo fölött ível át, két bejáratát tornyok védik, az egyiket a 13. században, a másikat a 16. században állították. A hidat 1921-ben felvették a spanyol nemzeti műemlékek közé.

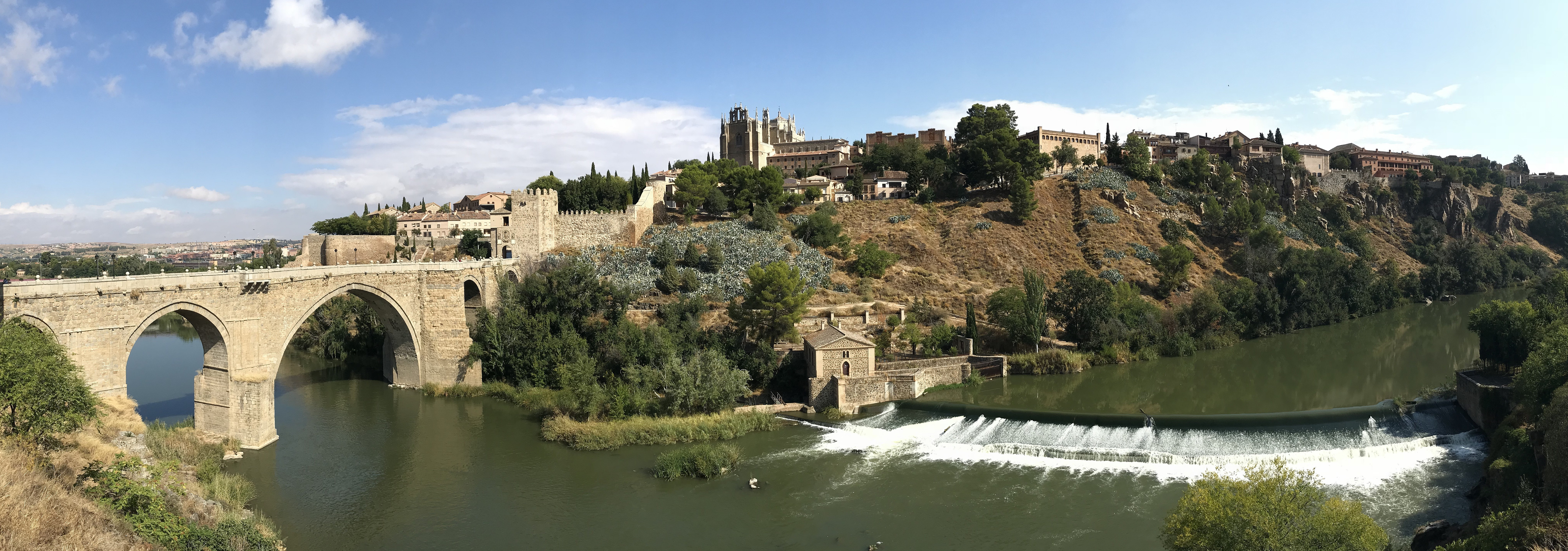
Panorámakép a hídról és a Tajo-folyóról